# 走進百姓家
《走進百姓家》（英語：Surname History）是香港的一個資訊及娛樂性電視節目，由2006年12月起，逢星期一至星期五晚上9時正在亞洲電視本港台播出。
此節目介紹由中國古代到香港地方的百家姓中的部份姓氏的源頭及發展至今的故事， 以短劇人物扮演的形式講解。 內容有資料搜集、史實、姓氏代表人物，古物及古蹟作支持。
《走進百姓家》已經播出的專題有侯姓、彭姓。 代表人物有彭祖。
此節目的內容和相似的節目，2011年製作的亞視節目《尋找百姓家》。

## 相關
- 第一手真相 是亞視在2006年12月同期推出的電視綜藝資訊節目。
- 尋找百姓家
- 亞洲電視節目列表

## 外部参考
《走進百姓家》是香港亞視牽手湖南衛視 對抗無線電視聯合央視的棋子之一。 Archive.today的存檔，存档日期2013-04-28